# Joseph Chatt
Joseph Chatt (6 novembre 1914 - 19 mai 1994) est un chercheur britannique renommé dans le domaine de la chimie inorganique et organométallique. Son nom est associé à la description de la liaison pi entre les métaux de transition et les alcènes, le modèle de Dewar-Chatt-Duncanson.

## Biographie
Chatt obtient son doctorat à l'Université de Cambridge sous la direction de FG Mann pour la recherche sur les composés organoarseniques et organophosphorés et leurs complexes avec les métaux de transition . Il est employé chez Imperial Chemical Industries de 1949 à 1962, période pendant laquelle il publie, souvent en collaboration avec Bernard L. Shaw, des travaux influents sur les complexes d'hydrures métalliques et d'alcènes métalliques. Au cours de cette période, il rapporte le premier exemple d'Activation de liaison C-H par un métal de transition  et l'un des premiers exemples d'un hydrure de métal de transition .
Dans les années 1960, Chatt est professeur à l'Université du Sussex et assume ensuite la direction de l'unité de fixation de l'azote sous l'égide du Conseil de la recherche agricole . En utilisant le complexe métal de transition diazote W(N 2 ) 2 ( dppe ) 2, son groupe a d'abord démontré la conversion d'un ligand diazote en ammoniac. Ces travaux fournissent certains des premiers modèles moléculaires pour la fixation de l'azote. Chatt est auteur ou co-auteur de plus de 300 publications évaluées par des pairs .
Parmi ses nombreux prix, il reçoit le prix Wolf en 1981 "pour ses contributions pionnières et fondamentales à la chimie synthétique des métaux de transition, en particulier les hydrures de métaux de transition et les complexes de diazote". Il est élu Fellow de la Royal Society en 1961 et nommé Commandeur de l'Ordre de l'Empire britannique .
En 1995, un an après sa mort, l'unité de fixation de l'azote déménage à Norwich et est devenue une partie du John Innes Center. Le nouveau bâtiment, ainsi qu'une conférence annuelle au Centre, ont été nommés en son honneur .